# آن ويل
آن ويل (بالألمانية: Anne Will)‏ (و. 1966  م) هي صحفية، ومقدمة تلفزيونية ألمانية، ولدت في كولونيا.

## التعليم
تعلمت في جامعة كولونيا (1985–1990)، وAlbert-Schweitzer-Gymnasium ‏ (حتى 1985)، وجامعة برلين الحرة.

## جوائز
حصلت على جوائز منها:
- جائزة هانس يواقيم فريدريش [الإنجليزية]‏ (2007)
- Deutscher Fernsehpreis 2006  [لغات أخرى]‏ (20 أكتوبر 2006)
- Goldene Kamera 2002  [لغات أخرى]‏ (5 فبراير 2002).

## وصلات خارجية
- آن ويل على موقع IMDb (الإنجليزية)
- آن ويل على موقع مونزينجر (الألمانية)
- آن ويل على موقع ميوزك برينز (الإنجليزية)
- آن ويل على موقع ديسكوغز (الإنجليزية)
- آن ويل على موقع قاعدة بيانات الفيلم (الإنجليزية)

- آن ويل في قاعدة بيانات الأفلام على الإنترنت